# Maxence Mailfort
Maxence Mailfort (* 24. Februar 1949 in Paris, Frankreich) ist ein französischer Schauspieler.

## Leben
Sein Filmdebüt gab Maxence Mailfort 1969 als Fortunio in einer Fernsehadaptation von Alfred de Mussets Le Chandelier. 1971 spielte er den 18-jährigen Friedrich II im Fernsehfilm Frédéric II (den alten Friedrich spielte Michel Auclair). Auf einen weiteren Fernsehfilm (La Canne) folgte 1972 Luis Buñuels Der diskrete Charme der Bourgeoisie, in dem Maxence Mailfort die Schlüsselrolle des seinen Traum erzählenden Sergeanten spielt. Buñuel engagiert ihn auch für die Rolle des Dragoner-Leutnants in Das Gespenst der Freiheit (1974). Alain Robbe-Grillet besetzt ihn neben Anicée Alvina in Glissements progressifs du plaisir (1974) und Giuseppe Patroni Griffi für die Rolle des Pierre an der Seite von Elizabeth Taylor in Identikit (1974). Georges Wilson inszeniert ihn als Martial in Léopold le bien-aimé (1975), Raymond Rouleau als Charlie Osborne in La Fleur des pois (1975). 1977 spielt Maxence Mailfort in zwei Folgen der Serie Mit Schirm, Charme und Melone. Neben Claude Jade (als Athene) spielt er den Odysseus in Jean Dewevers Ulysse est revenu (1978), gefolgt von der Titelrolle in Maurice Ronets Verfilmung von Herman Melvilles Bartleby (1978) und der Rolle des Saint-Just in Lazare Carnot ou Le glaive de la révolution (1979). Der Däne Gabriel Axel besetzt Maxence Mailfort 1979 für den Part des Wilhelm Van Ruytenburch an der Seite von Michel Bouquet im Rembrandt-van-Rijn-Film La Ronde de nuit. Buñuels Sohn Juan Luis Buñuel inszeniert ihn 1980 in der Rolle des Mordverdächtigen Jacques Dollon im TV-Vierteiler Fantomas.
In der französisch-deutschen Mini-Serie Heinrich, der gute König von Marcel Camus und Heinz Schirk nach Heinrich Mann spielt er neben Jean Barney die Rolle des Mornay und in Le Loup-Cervier die Hauptrolle des François Forge. Anfang der 1980er in drei deutschen Produktionen: Achtung Zoll! (1980), Der Leutnant und sein Richter (1983) und  Vor dem Sturm (1984). Es folgen weitere Fernsehserien (Unter der Trikolore, Die Fälle des Monsieur Cabrol). Jeannot Szwarc gibt ihm Rollen in Enigma mit Martin Sheen und Der Doppelmord in der Rue Morgue mit George C. Scott.
Seit den 1990er Jahren ausschließlich Theaterrollen, u. a. in Georges Wilsons Inszenierung von Jean Anouilhs Eurydice.

## Filmografie (Auswahl)
- 1972: Der diskrete Charme der Bourgeoisie (Le charme discret de la bourgeoisie)
- 1974: Das Gespenst der Freiheit (Le Fantôme de la liberté)
- 1974: Identikit
- 1977: Wie es Gott gefällt (Au plaisir de Dieu, Fernsehserie)
- 1977: Mit Schirm, Charme und Melone (The Avengers, Fernsehserie, 1 Folge)
- 1980: Achtung Zoll! (Fernsehserie, 1 Folge)